# Phrynobatrachus vogti
Phrynobatrachus vogti és una espècie de granota que viu a Ghana.